# Olga Podtsjoefarova
Olga Vladimirovna Podtsjoefarova (Russisch: Ольга Владимировна Подчуфарова) (Moskou, 5 augustus 1992) is een Russische biatlete. Ze vertegenwoordigde haar vaderland op de Olympische Winterspelen 2014 in Sotsji.

## Carrière
Podtsjoefarova maakte haar wereldbekerdebuut op 7 maart 2013 in Sotsji. Een week na haar debuut scoorde ze in Chanty-Mansiejsk haar eerste wereldbekerpunten. Tijdens de Olympische Winterspelen van 2014 in Sotsji eindigde de Russin als 49e op de 15 kilometer individueel.
In december 2014 behaalde Podtsjoefarova in Hochfilzen haar eerste toptienklassering in een wereldbekerwedstrijd. Op de wereldkampioenschappen biatlon 2015 in Kontiolahti eindigde ze als 27e op de 10 kilometer achtervolging, als 45e op de 7,5 kilometer sprint en als 49e op de 15 kilometer individueel. Op de gemengde estafette eindigde ze samen met Jana Romanova, Maksim Tsvetkov en Anton Sjipoelin op de tiende plaats.
In december 2015 stond de Russin in Pokljuka voor de eerste maal op het podium van een wereldbekerwedstrijd. Op 21 januari 2016 boekte Podtsjoefarova in Antholz haar eerste wereldbekerzege.

## Resultaten

### Olympische Spelen
| Jaar | Plaats | Resultaten            |
| ---- | ------ | --------------------- |
| 2014 | Sotsji | 49e 15 km individueel |

### Wereldkampioenschappen
| Jaar | Plaats      | Resultaten                                                                             |
| ---- | ----------- | -------------------------------------------------------------------------------------- |
| 2015 | Kontiolahti | 49e 15 km individueel 45e 7,5 km sprint 27e 10 km achtervolging 10e Gemengde estafette |

### Wereldbeker
Eindklasseringen
| Seizoen   | Algemeen | Individueel | Sprint | Achtervolging | Massastart |
| --------- | -------- | ----------- | ------ | ------------- | ---------- |
| 2012/2013 | 74e      | -           | 73e    | 65e           | -          |
| 2013/2014 | 57e      | -           | 60e    | 52e           | -          |
| 2014/2015 | 25e      | 32e         | 22e    | 23e           | 37e        |
| 2015/2016 | 16e      | 20e         | 16e    | 18e           | 15e        |
| 2016/2017 | 45e      | 6e          | 54e    | 50e           | -          |
| 2017/2018 | 87e      | -           | 77e    | -             | -          |

Wereldbekerzeges
| Nr.         | Datum           | Plaats      | Onderdeel     |
| Individueel | Individueel     | Individueel | Individueel   |
| ----------- | --------------- | ----------- | ------------- |
| 1.          | 21 januari 2016 | Antholz     | 7,5 km sprint |